# Carl Alexander von Volborth

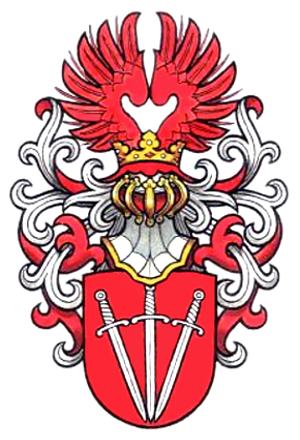
Wappen Carl-Alexander von Volborth

Carl Alexander von Volborth (* 21. Februar 1919 in Berlin; † 25. Februar 2009 in Antwerpen) war ein deutschamerikanischer Heraldiker.

## Leben
Carl Alexander war der Sohn und älteste Kind des Künstlers Alexander Hubert Law von Volborth und dessen Frau Colomba, geb. Fahrenkrog (1894–1970), ebenfalls eine Malerin sowie Tochter von Professor Ludwig Fahrenkrog.
Er war seit 1945 zunächst in Deutschland und ab 1952 in den Vereinigten Staaten als freischaffender Künstler tätig. In den Vereinigten Staaten war er Lehrer und Dozent für Kunstgeschichte. Ab 1969 wohnte und arbeitete er als freischaffender Künstler und Heraldiker in Antwerpen.
Er war seit 17. Februar 1990 Mitglied des Herold, Verein für Heraldik, Genealogie und verwandte Wissenschaften zu Berlin e. V. und auch Mitglied der Internationalen Akademie der Heraldik (L'Académie Internationale d'Héraldique / Paris) und der Heraldry Society von Kanada.
Als 'Freelance Herald Alexander Troblov' veröffentlichte er auch ein paar heraldische Werke mit feinem Humor, zusammen mit seinem Freund, dem Heraldiker Marc Van de Cruys.
Als heraldischer Künstler zeichnete er Familienwappen für Wernher von Braun (1912–1977) und Carl Friedrich von Weizsäcker (1912–2007).

## Auszeichnungen
- Den Gustaf-von-Numers-Preis erhielt er 1984. Der Preis ist nach dem finnischen Heraldiker Gustaf von Numers (31. Juli 1912 bis 21. Mai 1978) benannt.
- Der Medaille 'Pro Merito', von der Internationale Genealogische und Heraldische Konfederation, Kraków, 1995.
- Der Medaille 'Ottfried Neubecker', Pro Heraldica, München, 1997.

## Wappen
In Rot drei gestürzte silberne Schwerter fächerförmig. Auf dem gekrönten Helm mit rot-silbernen Decken ein roter Flug.

## Werke
- Little Manual of Heraldry, Augustan Society, Torrance-Cal. 1966.
- Das Wappen - Stil und Form, Limburg an der Lahn 1977. Auch in Französisch und Holländisch erschienen.
- Heraldik - Eine Einführung in die Welt der Wappen, Stuttgart, Zürich 1989 und Stuttgart 1992.
- Lumpengesindel - Lustige Märchen und Schelmenstücke, Blanck, Karl, Stuttgart, Franckh'sche 1948, mit Zeichnungen von Alexander von Volborth.
- Heraldik aus aller Welt in Farben - Von den Anfängen bis zur Gegenwart, Universitas-Verlag, Berlin 1972.
- Fabelwesen der Heraldik in Familien und Städtewappen, Stuttgart und Zürich 1996 Belser-Verlag, auch 2001.
- Sä la Wie, Homunculus, Wijnegem 2000.
- The very dubious Codex Senilski, Homunculus, Wijnegem 2001.
- The very peculiar Codex of Pluckingham Court, Homunculus, Wijnegem 2004.